# Les Avenières
Les Avenières är en kommun i departementet Isère i regionen Auvergne-Rhône-Alpes i sydöstra Frankrike. Kommunen ligger i kantonen Morestel som tillhör arrondissementet La Tour-du-Pin. År 2018 hade Les Avenières 5 643 invånare.

## Befolkningsutveckling
Antalet invånare i kommunen Les Avenières
Referens:INSEE